# Feuertür

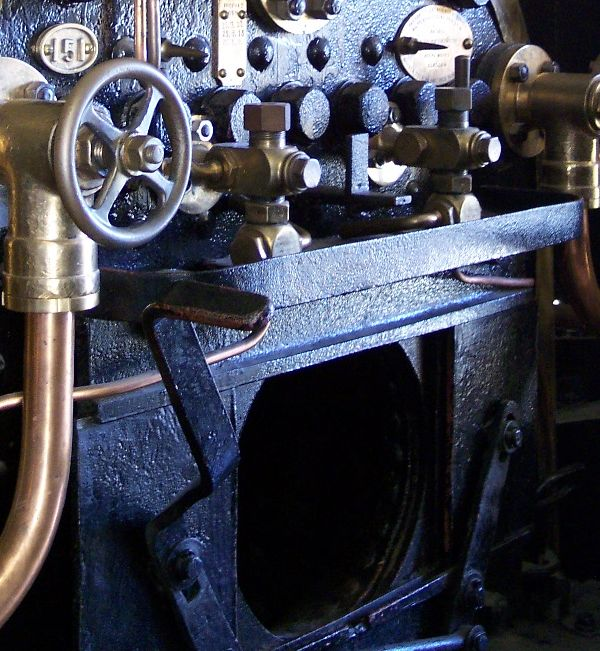
Feuertür mit Hebelbetätigung an einer schwedischen Dampflokomotive

Eine Feuertür oder auch Feuerklappe ist ein Teil der Kesselausrüstung einer Dampflokomotive. 
Das zur Beschickung der Feuerbüchse dienende Feuerloch in der Stehkesselrückwand wird durch eine Feuertür verschlossen. Während in der Frühzeit des Dampflokomotivbaus noch vorwiegend Schiebe-, Doppelschiebe- oder einfache Drehtüren  verwendet wurden, kam ab der Entwicklung deutscher Einheitslokomotiven hauptsächlich die nach innen aufschlagende Kipptür der Bauart Marcotty zum Einsatz. Hauptvorteil der Kipptür ist, dass sie bei plötzlich auftretendem Überdruck in der Feuerbüchse, der beim Platzen von Heiz- oder Überhitzerrohren entstehen kann, zuschlägt und das Personal vor Verbrühungen oder Verbrennungen schützt. Zum Schutz vor starkem Abbrand hat die Marcotty-Feuertür an der Innenseite ein leicht zu wechselndes Schutzblech. Die Kipptür wird durch isolierte Griffe an den Gegengewichten durch Lokomotivführer oder Heizer bedient und rastet in geschlossenem, geöffnetem und halbgeöffnetem Zustand (zum Bearbeiten des Feuers) ein. Seitlich der Tür befinden sich im Türrahmen (Türgeschränk) Luftkanäle mit Rückschlagklappen, durch die Luft hinter der geschlossenen Tür in die Feuerbüchse einströmen kann (Oberluft). Dadurch wird bei verschlacktem Feuer ein Luftmangel vermieden und gleichzeitig der Feuerlochring gekühlt. Bei deutschen Lokomotiven sind zwei Baugrößen der Marcotty-Feuertür bekannt. Während die kleine Feuertür vorwiegend auf Schmalspur- und Länderbahnlokomotiven eingebaut ist, findet man die größere Bauart  nur auf regelspurigen Dampflokomotiven. 
Auch Lokomotiven mit einer mechanischen Rostbeschickung (Stoker), Kohlenstaub- oder Ölfeuerung haben Feuertüren einfachster Bauart, die zur Kontrolle des Feuers, zum Reinigen des Rostes oder des Feuerkastens notwendig sind. Diese Feuertüren sind oft als Drehtüren ausgeführt und mit Vorreibern verschlossen. Bei der Ölfeuerung wird meist noch eine Geräuschdämmung eingebaut.
Mit Dreh- oder Schiebetüren (oberes Bild) sind ältere Dampflokomotiven oder Schmalspurlokomotiven ausgerüstet. Bei den Einheitslokomotiven der Deutschen Bundesbahn ab 1950 wurde vielfach auch eine vereinfachte Kipptür verwendet, bei der die seitlichen Luftkanäle fortgefallen sind. Über der Tür ist eine kleine Schauluke, durch die das Feuer bei geschlossener Feuertür beobachtet werden kann.

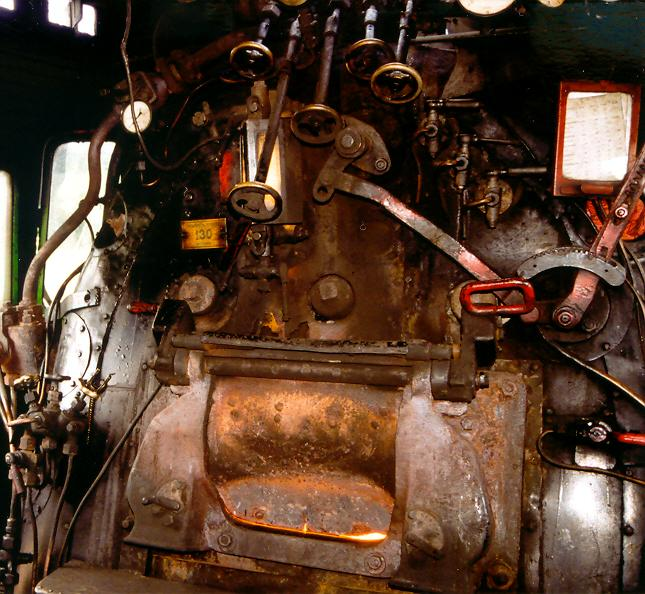
Kipptür der Pm 36-2 der PKP
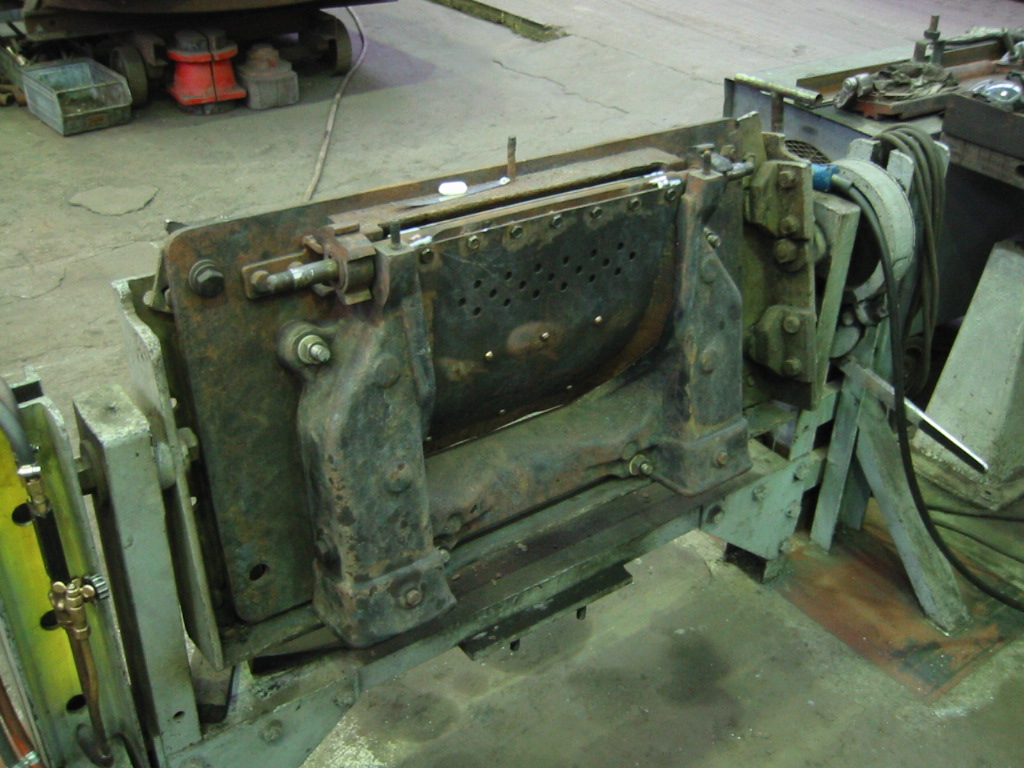
Marcottyfeuertür, teilweise demontiert, während der Aufarbeitung
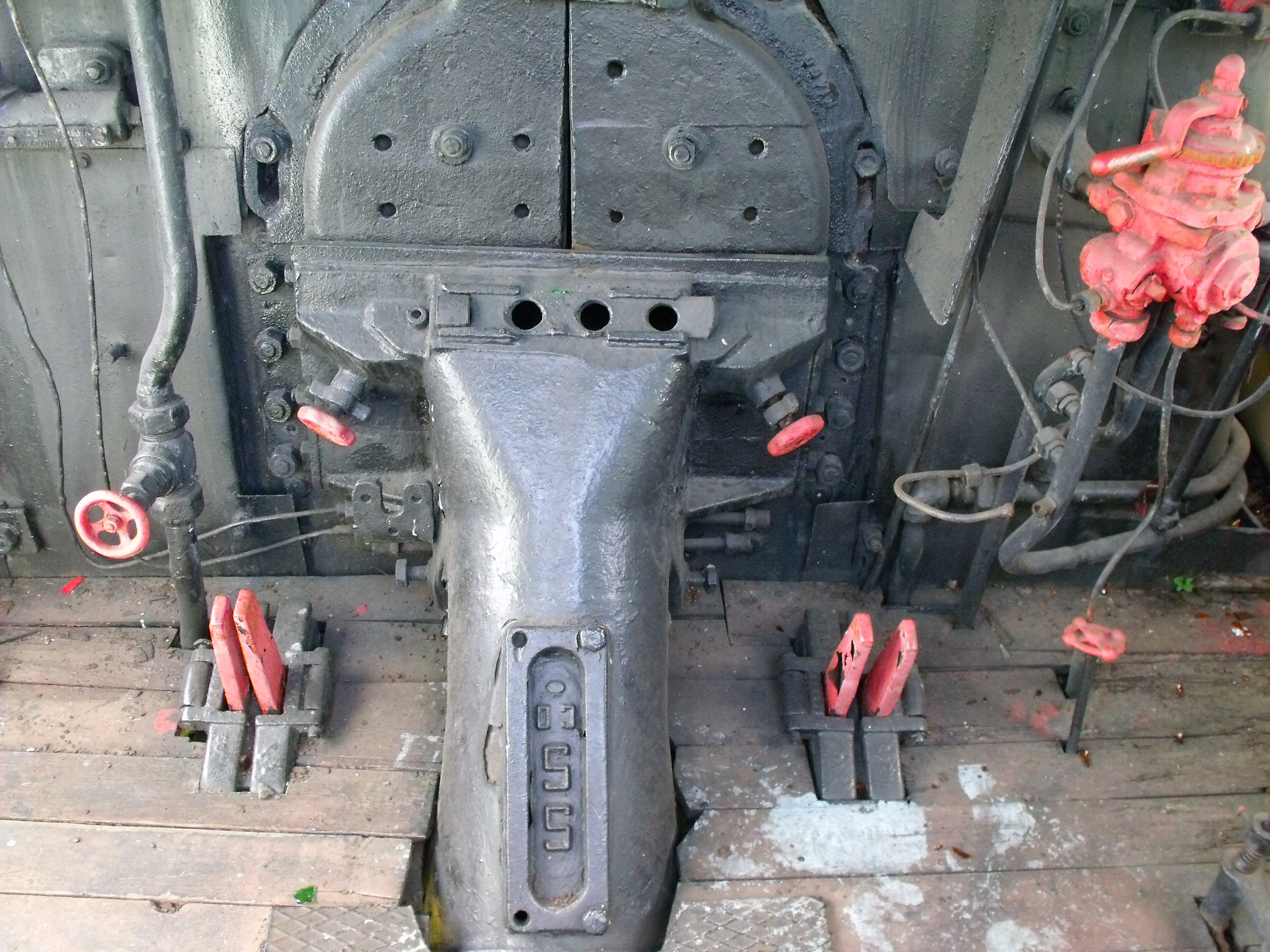
Feuertür am Stoker einer polnischen Ty 246